# Juan Rodolfo Laise
Juan Rodolfo Laise OFMCap (* 22. Februar 1926 in Buenos Aires, Argentinien; † 22. Juli 2019 in San Giovanni Rotondo, Italien) war ein argentinischer Geistlicher und römisch-katholischer Bischof von San Luis.

## Leben
Juan Rodolfo Laise trat in den Kapuzinerorden ein, legte am 13. März 1949 seine Profess ab und empfing am 4. September 1949 die Priesterweihe. Er studierte Kirchenrecht an der Päpstlichen Universität Gregoriana in Rom und promovierte in Bürgerlichen Recht an der Universidad Nacional de Córdoba, Argentinien. Von 1954 bis 1960 war er Lehrstuhlinhaber für Recht und Moral an der Theologischen Fakultät von Villa Elisa in Argentinien. 1969 wurde er zum Provinzial der Kapuziner von Argentinien gewählt.
Am 5. April 1971 wurde er von Papst Paul VI. zum Koadjutor der Diözese San Luis und zum Titularbischof von Iomnium ernannt. Am 29. Mai 1971 spendete ihm der Koadjutorerzbischof von Buenos Aires, Juan Carlos Aramburu, die Bischofsweihe. Mitkonsekratoren waren der Erzbischof von La Plata, Antonio José Plaza, und der Erzbischof von Córdoba, Raúl Francisco Primatesta. Mit dem Tod Carlos María Cafferatas am 6. Juli desselben Jahres folgte er diesem als Bischof von San Luis nach. Er war langjähriger Dekan des argentinischen Episkopats.
Am 6. Juni 2001 nahm Papst Johannes Paul II. sein aus Altersgründen vorgebrachtes Rücktrittsgesuch an. Er war anschließend bis zu seinem Tode Beichtvater für die spanische und italienische Sprache im Dienst des Heiligtums von San Pio da Pietrelcina in San Giovanni Rotondo.
Internationale Bekanntheit erlangte er aufgrund seines Buches gegen die Handkommunion (Comunión en la mano. Documentos e historia, siehe Werke), das in mehrere Sprachen übersetzt wurde. 2018 veröffentlichte die traditionsverbundene Initiative Paix Liturgique ein Interview mit Juan Rodolfo Laise.

## Schriften
- Comunión en la mano. Documentos e historia. Morón, 1997 etwa 127 S.
- Actualidad de la doctrina social de la Iglesia. 1980 316 S.
- 400 años de la Iglesia en San Luis. 1994 456 S.
- La Virgen María: vida, virtudes y privilegios/Para el mes de María: advocaciones y devociones marianas de acuerdo con el Nuevo catecismo de la Iglesia Católica. 1995 204 S.
- Catecismo para la confirmación: de acuerdo con el nuevo catecismo de la Iglesia Católica. 1997 132 S.
- Catecismo de antropología y ética cristiana de acuerdo con el nuevo catecismo de la Iglesia Católica. 1995 110 S.
- Catecismo para el sacramento de la reconciliación: de acuerdo con el nuevo catecismo de la Iglesia Católica. 1995 102 Ss
- Catecismo para la Iniciación Cristiana: Bautismo: de acuerdo con el nuevo catecismo de la Iglesia Católica. 1995